# 에베레스트 베이스캠프
에베레스트 베이스캠프(영어: Everest Base Camp)는 에베레스트 산 등반을 위한 기지가 될 캠프이며, 일반적으로 네팔에 있는 남쪽 베이스캠프 또는 티베트의 북쪽 베이스캠프를 의미한다. 등산로를 나누는 방법에 따라서는 이 두 곳 이외의 장소를 에베레스트 베이스캠프로 할 수도 있을 수 있지만 일반적이지 않다.
네팔 쪽, 즉 에베레스트에서 본 남쪽 베이스 캠프의 고도는 5,364 미터이며, 좌표는 북위 28° 0′ 26″ 동경 86° 51′ 34″ / 북위 28.00722°  동경 86.85944° 이다. 또한 티베트 쪽, 즉 북쪽 베이스 캠프는 해발 5,150 미터이며, 좌표는 북위 28° 8′ 29″ 동경 86° 51′ 5″ / 북위 28.14139°  동경 86.85139° 이다. 남쪽 베이스캠프는 남동쪽 모퉁이를 통해 정상에 이르는 경로에 사용되고, 북쪽은 동북 모퉁이를 거치는 경로에 사용된다. 남쪽에서는 셰르파와 포터가 야크 등의 동물을 이용하여 물품을 베이스캠프까지 운반한다. 북쪽은 날씨에 따라 다르지만 적어도 여름 기간은 차량 접근이 가능하다.